# Kidoodle.TV
Kidoodle.TV es un servicio de streaming canadiense de video bajo demanda para niños basado en publicidad y suscripción. Es propiedad y está operado por A Parent Media Co. Inc., una empresa con sede en Calgary, Canadá. Ofrece programas educativos y de entretenimiento para niños y está disponible en inglés. Los programas notables en la plataforma incluyen PAW Patrol, Peppa Pig, Bob Esponja, Baby Shark y My Little Pony.
Kidoodle.TV se creó en 2012 y se lanzó en enero de 2014. A partir de 2023, se puede acceder a él en más de 160 países a través de más de 1000 dispositivos.

## Historia
Kidoodle.TV es propiedad y está operado por A Parent Media Co. Inc., una empresa con sede en Calgary, Canadá. Kidoodle.TV fue iniciado por Mike Lowe y Neil Gruninger. Lowe identificó una brecha en los videos en línea generados por usuarios que ofrecen contenido apropiado para niños de hasta 12 años y cofundó la plataforma en 2012 con Gruninger. Lanzaron comercialmente el servicio en Estados Unidos y Canadá en enero de 2014. El servicio también permite el control parental y la configuración del límite de tiempo de visualización.
En 2020, la empresa se asoció con PubMatic para utilizar su software de tecnología publicitaria OpenWrap OTT para las ofertas de encabezado. En 2021, Kidoodle.TV inició un portal de análisis para que los creadores de contenido les informen sobre el desempeño de sus programas. También se asoció con el canal argentino de YouTube, El Reino Infantil, en junio de 2023.
La empresa ha adoptado la computación en la nube de Amazon para lograr avances técnicos en sus servicios y operaciones.

### Fondos
En 2014, Kidoodle.TV recaudó CAD 10 millones de inversores ángeles. En junio de 2022, la empresa recibió una inversión de capital de TriWest Capital Partners, una firma de capital privado con sede en Canadá, por lo que el total de fondos recaudados por la empresa ascendió a 62 millones de dólares.

## Premios
Los premios notables ganados por Kidoodle.TV incluyen:
- Premios Webby: 2022[15]
- Premios Stevie - Oro: 2020[16]